# 西尾利氏
西尾 利氏（にしお としうじ、天正13年（1585年） - 慶長16年7月19日（1611年8月26日））は、安土桃山時代の武将。鶴見利政の子で武蔵原市藩主西尾吉次の養子となる。子に西尾政氏、西尾政次がいる。
西尾吉次には男子がいなかったため嫡子となっていたが、慶長4年（1599年）に徳川家康の重臣・酒井重忠の三男・西尾忠永が吉次の娘婿となったため、別家を立てた。関ヶ原の戦いにも参加している。慶長16年（1611年）没。法名は良知院殿寿岳全勝居士。